# Едвард Бернард Рачинський
Едвард Бернард Рачинський (пол. Edward Bernard Raczyński; 19 грудня 1891, Закопане, Австро-Угорщина — 30 липня 1993, Лондон, Велика Британія) — польський політик, дипломат, письменник, президент Польщі (у вигнанні) в період 1979–1986. Прожив 101,5 рік (на момент початку президентства — 88 років, на момент закінчення — 95). Кавалер Ордена Білого Орла.

## Біографія
Граф, походив із відомого великопольського роду Рачинських герба Наленч. Його батьком був Едвард Александер Рачинський, а матір'ю Ружа Потоцька (також була дружиною Владислава Красінського). Мав брата Роджера Адама Рачинського, зведеного брата Кароля Роджера Рачинського, а також Адама Красінського.

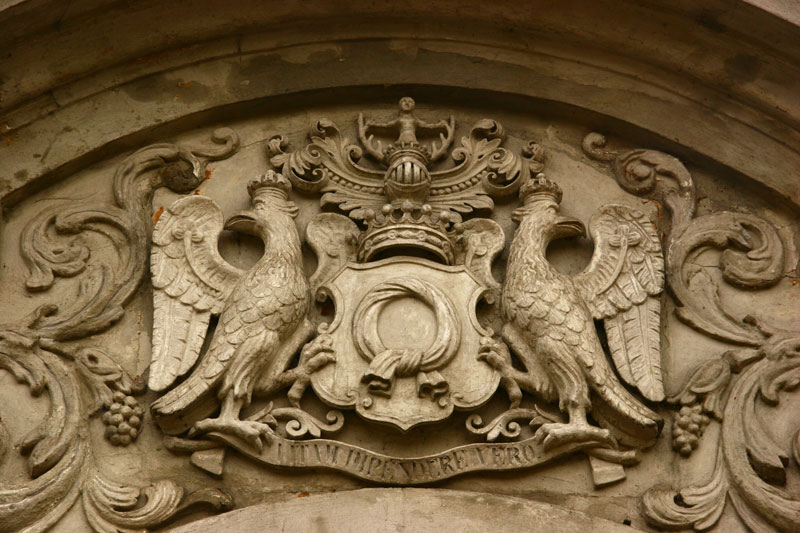
герб Наленч Рачинських

Навчальні роки провів у Кракові. Навчався юридичних дисциплін в Ляйпцигу, навчався в лондонській Школі політичних наук, був доктором права Ягеллонського університету.
В 1919 почав роботу в Міністерстві закордонних справ Польщі. Працював у дипломатичних представництвах в Копенгагені, Лондоні та Женеві. З 1932 а представляв Республіку як постійний делегат при Лізі Народів у Женеві (пробув на посаді без малого три роки). Через два терміни повноважень з 1934 аж до відмови від визнання уряду Польщі у вигнанні 5 липня 1945 був послом Польщі в Лондоні. Іменем польського уряду підписував польсько-британський союзний договір. В 1941–1943 був міністром закордонних справ Польщі у вигнанні. До війни був прихильником санації.
Організатор — разом з Владиславом Андерсом і Томашем Арцишевським — Ради Трьох, створеної в 1954 році внаслідок опозиції перед Августом Залеським, який не хотів поступатися постом президента. Склад Ради змінювався кожні шість разів, проте Едвард Рачинський лишався її постійним членом.
Після 7-річного терміну президентських повноважень (1979—1986) пішов у відставку відповідно до попереднього оголошення, як і його попередник, з поста глави держави.
1990 року заснував Фонд Рачинських в Познані та передав йому Галерею Рогалинського при Національному музеї, в якому залишався фактичним власником. До складу галереї увійшли понад 300 картин, скульптур, інших предметів мистецтва, а також палац і парк в Рогалині.
Похований в Рогаліні.

## Сім'я
Був тричі одружений. Першою дружиною була англійка Джойос Маркхем (1902—1931). Шлюб укладений в Лондоні в 1925 році, але вона рано померла. Дітей від першого шлюбу не було.
Другою дружиною стала Цецилія Ярошинська (1906—1962), одружилися в 1932 році. У них було троє дочок:
1. Ванда (1933—2016), одружена з Ришардом Дембінським;
2. Вірідіанна (* 1935), одружена з Ксаверієм Реєм;
3. Катажина (* 1939).

1991 року в Лондоні, маючи сто років, Рачинський повінчався з Анелею Лільпоп (нар. 1910), дочкою відомого варшавського архітектора Францішека Лільпопа.
Був останнім чоловічим представником польської лінії Рачинських.